# Sepoy

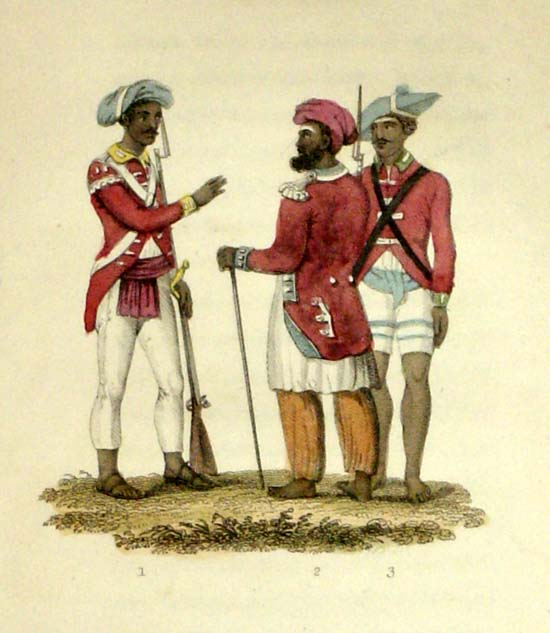
Historiska sepoys

Sepoy (även seapoy; från spahi) är sedan självständigheten 1947 beteckningen på menig soldat i den indiska och pakistanska armén.
Historiskt var det en beteckning på infödda indiska trupper i den brittisk-indiska armén. Beteckningen kunde synonymt användas som tjänstegrad för menig soldat i det brittisk-indiska infanteriet (jämför med sowar inom kavalleriet).